# Benigna Schultzen
Benigna Schultzen, vielleicht auch Schultz (* im 17. Jahrhundert in Klatzow; † nach 1711) war eine Frau, welche mit ihrem zweiten Ehemann Christian Wünn in der mecklenburgischen Kleinstadt Penzlin lebte und in einem Hexenprozess angeklagt wurde. Ihr Inquisitions- und Revisionsprozess erstreckte sich über 12 Jahre von 1699 bis 1711 und war somit einer der längsten in der Geschichte der Hexenprozesse.

## Leben
Benigna Schultzen lebte im 17./18. Jahrhundert und wurde in Klatzow geboren. Nach dem Tod ihres ersten Ehemannes heiratete sie den Ackerbürger Christian Wünn und lebte mit ihm in Penzlin. Er unterstützte Schultzen während des Revisionsverfahrens von 1699 bis 1711.

## Anklage
Bereits 1694 wurde Benigna Schultzen erstmals von einer als „Hexe“ verurteilten Frau der Hexerei beschuldigt. Ihr Ruf war somit beschädigt, obwohl die Verurteilte ihre Anklage in einer Gegenüberstellung nicht bestätigte. Das bedeutete für Schultzen, dass sie von da an schneller mit Hexerei in Verbindung gebracht wurde, wenn in ihrer Nähe irgendetwas passierte. Auch ihr aufbrausendes Wesen und dass sie ortsfremd war, trugen dazu bei.
Trotzdem wurde Benigna Schultzen erst 1699 erneut beschuldigt. Daraufhin floh sie zu ihrer Schwester nach Zirow und entzog sich somit einer Verhaftung. Die Behörden nahmen die Flucht allerdings als Indiz ihrer Schuld. Der Stadtrichter Franz Joachim Schultz nahm die Ermittlungen auf. Im August 1699 wurden folgende Indizien durch Zeugenaussagen bestätigt: Benigna Schultzen wurde von anderen als
„Hexen“ verurteilten Frauen als Hexe bezeichnet, sie wollte sich dem Verfahren durch Flucht entziehen, sie hatte Drohungen ausgesprochen und Schadenzauber gewirkt. Sie hatte versucht ihren verstorbenen ersten Ehemann mit dem Teufel in Kontakt zu bringen und außerdem hatte sie sich als schwanger ausgegeben und angeblich Kröten geboren.
Aus unbekannten Gründen kehrte Benigna Schultzen nach Penzlin zurück und wurde sofort verhaftet. Das Inquisitionsverfahren wegen Verdachts auf Hexerei wurde eröffnet.

## Das Inquisitionsverfahren
Der erste Verfahrensschritt eines Inquisitionsverfahrens sollte der inquisitio generalis sein, bei dem ohne Druck und Gewalt die vorliegenden Indizien untersucht werden mussten. Diesen Schritt überging der Stadtrichter Franz Joachim Schultz allerdings und begann gleich mit der peinlichen Befragung.

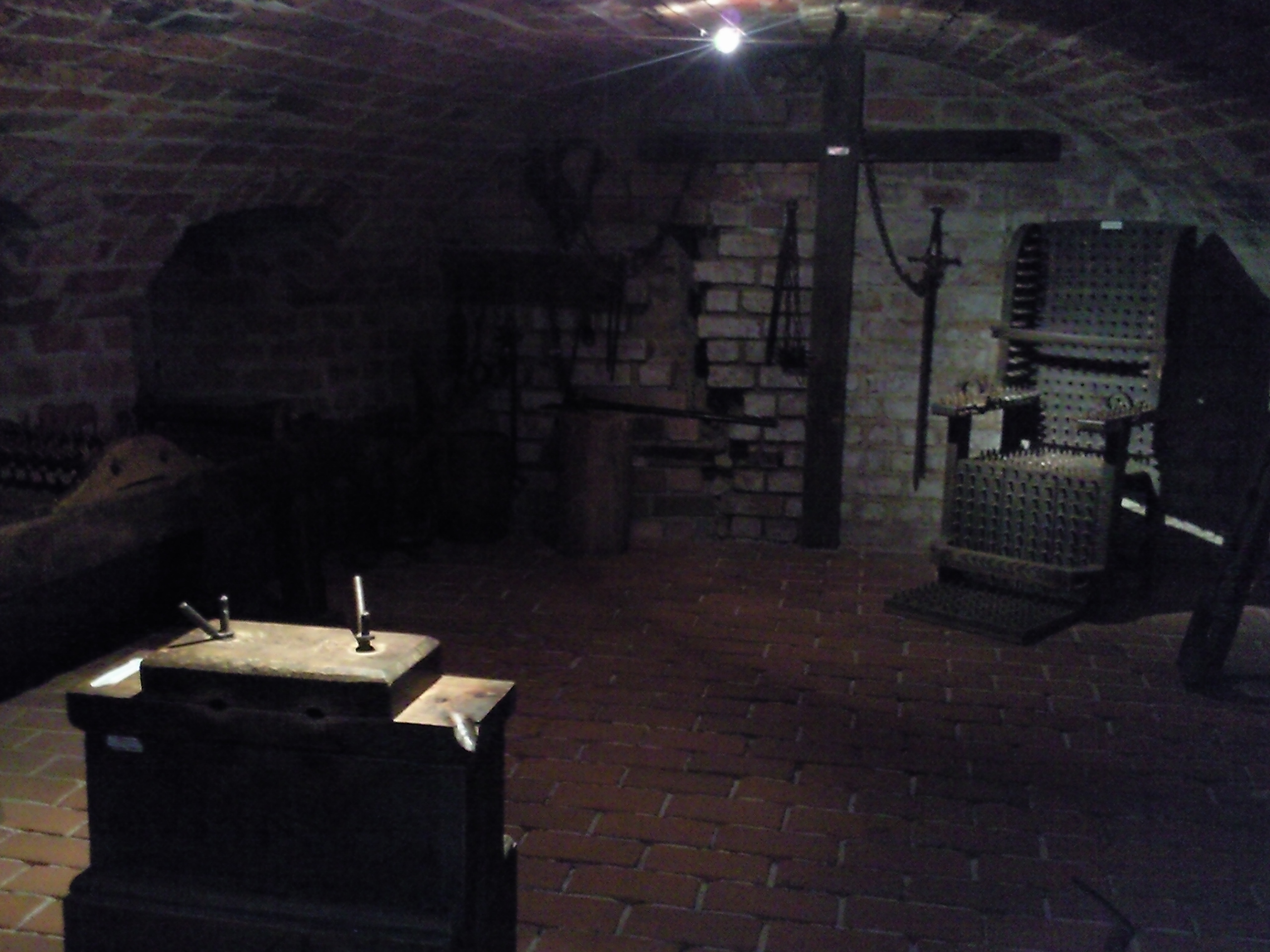
Folterkeller in der Alten Burg Penzlin, in dem Benigna gefoltert wurde

Am 3. November 1699 um 7 Uhr morgens wurde Benigna Schultzen erstmals der Folter unterzogen. Ein Geständnis erfolgte erst, nachdem der Stadtrichter die Folter entgegen den Vorgaben der Greifswalder Juristenfakultät wiederholen und ausdehnen ließ. Am nächsten Tag unterschrieb Benigna Schultzen das erpresste Geständnis. Die Greifswalder Juristenfakultät erklärte dieses Geständnis am 9. Dezember 1699 für nichtig, da die Unterschrift entgegen den Rechtsvorschriften zu früh erfolgt war und kein Verteidiger hinzugezogen wurde. Das Penzliner Gericht ignorierte wieder die Auflagen aus Greifswald und Benigna Schultzen wurde am 18. Dezember 1699 erneut dem Scharfrichter übergeben.
Während der anschließenden Folter erlitt sie einen Schlaganfall und verlor dabei vorübergehend ihr Sprachvermögen. Die Folter wurde ohne Geständnis abgebrochen. Erst allmählich fand die Angeklagte ihre Sprachfähigkeit wieder.
Der Stadtrichter stellte bei der Greifswalder Juristenfakultät erneut einen Antrag auf Folter mit der Begründung, dass die Angeklagte ihre Sprachunfähigkeit nur vortäusche. Am 3. April 1700 entschied die Juristenfakultät jedoch auf Freilassung und Landesverweisung. Daraufhin wurde Benigna Schultzen aus der Haft entlassen. Die Landesverweisung wurde aus unbestimmten Gründen nicht durchgesetzt.

## Die Revision
Nach mehreren ruhigen Jahren mit ihrem Ehemann in Penzlin verschärfte sich die Situation wieder.
Benigna Schultzens Schwager, herzoglicher Hofschlachter in Strelitz, erkundigte sich im Jahr 1707 nach dem Stand der Dinge. Der Stadtrichter kündigte eine erneute Verhaftung an und daraufhin floh Benigna Schultzen von Strelitz, wo sie Verwandte besucht hatte, nach Klatzow. Nach einiger Zeit kehrte sie nach Penzlin zurück und wurde verhaftet.
Die Folter wurde von der Juristenfakultät am 24. Januar 1708 abgelehnt. Stattdessen sollte das Freilassungs- und Landesverweisungsurteil vom 3. April 1700 vollstreckt werden. Am 15. Mai 1708 wurde Benigna Schultzen des Landes verwiesen. Damit begannen die Revisionsbemühungen des mittlerweile verarmten Ehepaares.
Am 8. September 1708 richtete Christian Wünn ein Appellationsschreiben an den Herzog Friedrich Wilhelm von Mecklenburg-Schwerin, in dem er um die Rehabilitierung seiner Frau und um die Rückerstattung der Vermögenswerte bat. Daraufhin zog der Herzog den Fall an sich. Am 20. September 1708 verlangte er die Einsendung der Prozessakten und ließ den Stadtrichter für den 17. Oktober vorladen. Dieser blieb dem Termin unentschuldigt fern. Eine Akteneinsendung fand nicht statt. Wiederholte Nachfragen Schultzens und ein verschärftes Schreiben des Herzogs an den Stadtrichter führten im Laufe des Jahres 1709 zur Einsendung der Akten. Diese wurden Benigna Schultzen und ihrem Anwalt ausgehändigt, um eine Stellungnahme zu verfassen.
In ihrem Verteidigungsschreiben ging Schultzen auf die verschiedenen Anklagepunkte ein und versuchte diese mit Logik und mit den aktuell gültigen Gesetzen und Vorschriften zu entkräften. Bei diesen Gesetzen handelte es sich hauptsächlich um die Constitutio Criminalis Carolina (CCC). Mithilfe dieser Gesetze zeigte sie viele Verfahrensfehler auf, die alleine schon für einen Freispruch hätten sorgen müssen. Außerdem zitierte sie diverse Inquisitoren ihrer Zeit, um auf die Fehlerhaftigkeit der gegen sie erhobenen Indizien hinzuweisen. Der Herzog ließ sich von dem Verteidigungsschreiben überzeugen. In seinem Urteil vom 4. Februar 1710 verfügte er die Aufhebung aller bisher ergangenen Urteile und die Rückerstattung der Vermögenswerte, die dem Stadtrichter und dem „Baron“, Heinrich Leopold von Maltzan (#620, 1680–1712), persönlich zugefallen waren. Benigna Schultzen wurde vollständig rehabilitiert.
Damit war der Fall allerdings noch nicht abgeschlossen. Benigna wurde erneut vom Stadtrichter Franz Joachim Schultz verhaftet und zwei Wochen lang gefangen gehalten. Der Stadtrichter verweigerte auch die angeordnete Rückerstattung von 48 Reichstalern (entsprach ungefähr 12 Schweinen oder 8 Kühen). Der Baron von Maltzan verbannte Benigna Schultzen daraufhin aus der Stadt Penzlin.
Nach einem erneuten Schreiben Schultzens an den Herzog erhielt sie am 28. April 1711 einen Schutz- und Geleitbrief, der ihr auch landesweiten Zugang zu Beichte und Abendmahl sicherte. Der Baron ließ sich aber nicht dazu bewegen, ihr den Aufenthalt in Penzlin zu gestatten, und die Rückzahlung des Vermögens durch den Stadtrichter fand nicht statt.